# BMW Ljubljana Open 1996
Il BMW Ljubljana Open 1996 è stato un torneo di tennis facente parte della categoria ATP Challenger Series nell'ambito dell'ATP Challenger Series 1996. Il torneo si è giocato a Lubiana in Slovenia dal 6 al 12 maggio 1996 su campi in terra rossa.

## Vincitori

### Singolare
Hicham Arazi ha battuto in finale  Marcelo Filippini con il punteggio di 4–6, 6–2, 6–4

### Doppio
Pablo Albano /  Lucas Arnold Ker hanno battuto in finale  Rikard Bergh /  Shelby Cannon con il punteggio di 6–1, 3–6, 6–1